# Letiště Sde Dov
Letiště Sde Dov (hebrejsky נמל התעופה שדה דב‎, Nemal ha-te'ufa Sde Dov, nazýváno též oficiálně Letiště Dov Hoz, נמל התעופה דב הוז‎, Nemal ha-te'ufa Dov Hoz) je zaniklé letiště ve městě Tel Aviv v Izraeli.

## Geografie

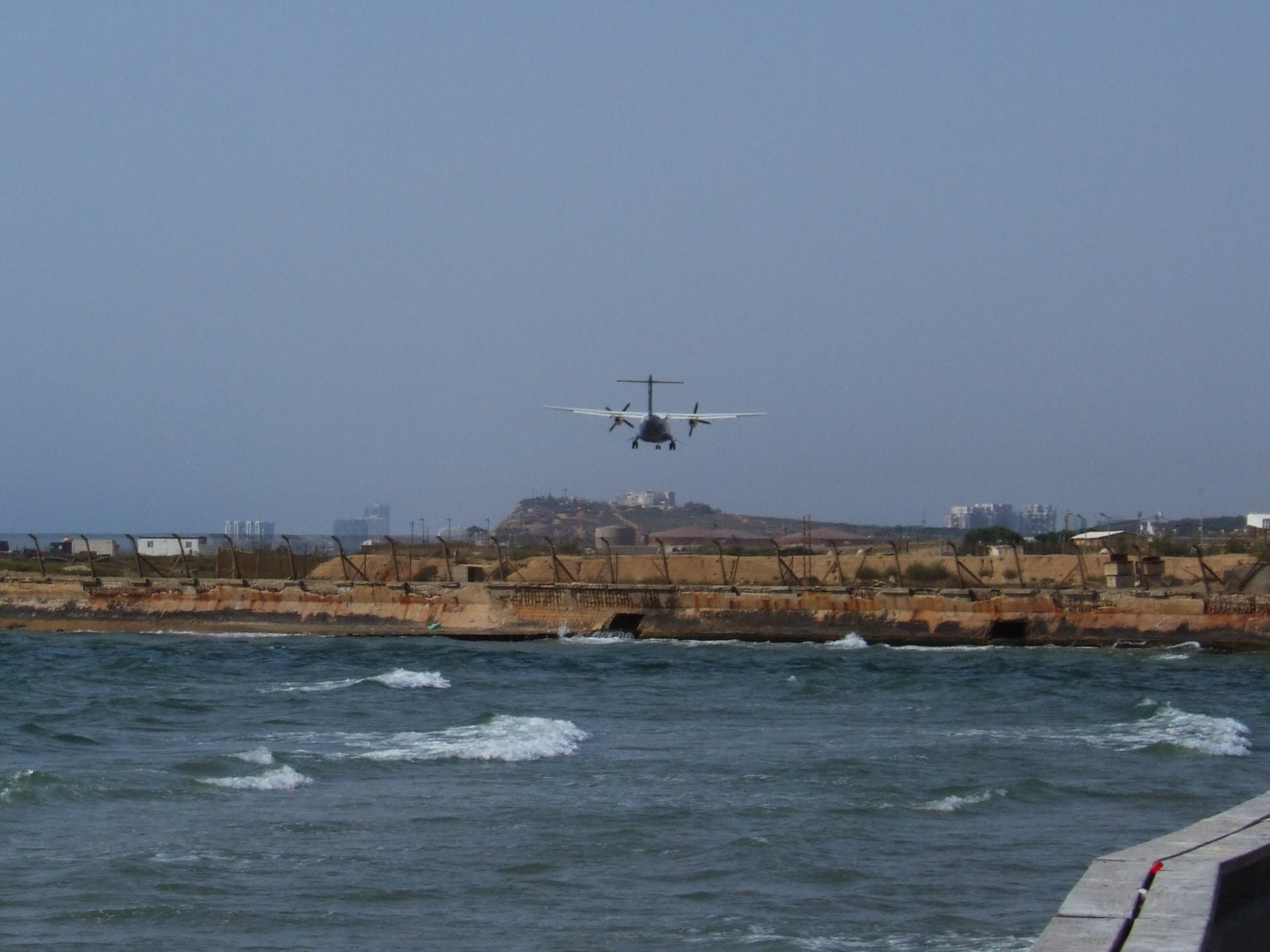
Letadlo při navigaci na přistání na letišti Sde Dov

Leží na severním okraji Tel Avivu, na pobřeží Středozemního moře, severně od ústí řeky Jarkon, v nadmořské výšce okolo 10 metrů. Na východě sousedí se obytnými čtvrtěmi jako Lamed, Ramat Aviv ha-Chadaša či ha-Guš ha-Gadol. U řeky Jarkon s letištěm sousedí Elektrárna Reading a za ústím řeky Jarkon leží Telavivský přístav. Dál k jihu pak centrální část Tel Avivu.

## Popis letiště
Slouží převážně pro vnitrostátní izraelské lety společností Israir, zejména mezi Tel Avivem a Ejlatem. Využívají ho také izraelské obranné síly. Spravuje ho Izraelská správa letišť. Od roku 1997 má status mezinárodního letiště pro soukromé lety. Ředitelem letiště je Moše Talmor. V roce 2010 zde bylo odbaveno 31 985 letadel na domácích a 1005 na mezinárodních letech. V témže roce letištěm prošlo 652 119 cestujících na domácích a 3653 na mezinárodních linkách. Celkem tedy 655 772 osob.
Vzniklo ve 30. letech 20. století jako soukromý přistávací pruh situovaný poblíž elektrárny Reading. Během války v roce 1948 šlo o první letiště využívané nově vzniklým izraelským vojenským letectvem. Nese jméno politika Dov Hoze, který i s rodinou zemřel roku 1940 při automobilové nehodě. Vzhledem k blízkosti obytným okrskům a ubývajícím volným plochám v Tel Avivu se počátkem 21. století uvažovalo o postupném zrušení letiště a parcelaci jeho plochy. Mělo tak vzniknout 12 000 bytových jednotek. Za tím účelem byla založena i odborná komise. V lednu 2011 oznámil starosta Tel Avivu Ron Chuldaj, že letiště zůstane zachováno minimálně do roku 2018 a že plán se odkládá. Letiště ukončilo provoz 30. června 2019.